# Довган Ярослав Олексійович
Ярослав Довган (нар. 5 березня 1956, Микитинці, Івано-Франківська область, Івано-Франківська міська рада) — український поет-вісімдесятник, редактор. Автор численних збірок поезії.

## Біографія
1973-го закінчив Угорницьку середню школу. Від 1974-го до 1976 року служив в армії.
1982-го закінчив Літературний інститут ім. О. М. Горького (відділення поезії, семінар Є. А. Долматовського), здобувши фах літературного працівника.
Від 1982-го до 1992 року працював редактором Івано-Франківського облполіграфвидаву. Від 1992-го до 1997-го — редактор книжкової бібліотечки журналу «Перевал», кореспондент обласного телебачення «Галичина». З 1997 року — редактор, головний редактор івано-франківського видавництва «Лілея-НВ».
2004-го за підсумками Форуму видавців у Львові — найкращий редактор року.
Першого вірша надрукував 23 березня 1974 року в районній газеті «Вперед».
Деякі вірші перекладено шведською, естонською, словацькою, російською і англійською мовами.
Упорядкував вибране Петра Мідянки «Срібний прімаш» і Василя Стефаника «Майстер».

## Нагороди
- Лауреат міської літературної премії ім. І. Франка у 2018 році за поетичну збірку «На сонячному боці».[4]
- Найкращий головний редактор видавництва (Форум видавців-2004)[5].